# Te Mataili II (802)
Die Te Mataili II (802) ist das zweite Guardian-Klasse-Patrouillenboot und das erste seiner Klasse, welches dem Inselstaat Tuvalu von Australien zur Verfügung gestellt wurde. Sie wurde am 5. April 2019 in Dienst gestellt und ersetzte die Te Mataili, ein altes Patrouillenboot des Pacific Islands Forum, welches ebenfalls von Australien an Tuvalu zur Verfügung gestellt worden war und sein geplantes Höchstalter erreicht hatte.

## Hintergrund
Als das Seerechtsübereinkommen der Vereinten Nationen geschlossen wurde, welches die ausschließliche Wirtschaftszone auf 200 sm (370,4 km) erweiterte, bot Australien an, den zwölf kleineren Staaten des Pacific Islands Forum kleinere Patrouillenboote zur Verfügung zu stellen. Die ersten Boote wurden 1987 ausgeliefert und 2015 verkündete Australien, dass die alten Boote mit größeren und stärkeren Booten ersetzt werden sollten.

## Design
Der australische Schiffsbauer Austal errang den Auftrag für das Projekt im Umfang von 335 Millionen AU$ und baute die Schiffe an seinen Docks bei Henderson in der Nähe von bei Perth. Das Patrouillenboot wurde mit standardisierter Ausrüstung ausgestattet, damit das Boot auch in kleinen, abgelegenen Werften leicht instand zu halten ist.
Die Schiffe sind 39,5 m lang und können 3.000 sm (5.600 km) zurücklegen bei einer Geschwindigkeit von 12 kn (22 km/h). Die Höchstgeschwindigkeit beträgt 20 kn (37 km/h). Die Bauform erlaubt den Anbau von einem Paar schwerer Maschinengewehre und einer Maschinenkanone mit einem Kaliber bis zu 30 mm auf dem Oberdeck.
Im Juli 2019 beherbergte Inspector Seleganui Fusi, der kommandierende Offizier der Te Mataili II, eine Delegation aus Timor zu einer Einweisungsübung vor dem Eintreffen ihres eigenen Schiffes.